# Octavio Zambrano
Manuel Octavio Zambrano Vieira, meglio noto come Octavio Zambrano (Guayaquil, 3 febbraio 1958), è un dirigente sportivo, allenatore di calcio ed ex calciatore ecuadoriano, di ruolo centrocampista.

## Carriera

### Allenatore
Comincia la propria carriera come assistente al California Kickers. Dal 1992 al 1993 ricopre lo stesso incarico al Los Angeles Salsa. Nel 1993 diventa allenatore dell'East Los Angeles Cobras. Dal 1996 al 1997 è assistente al Los Angeles Galaxy. Nel giugno 1997 diventa allenatore della prima squadra. Nel 2000 firma un contratto con i New York Red Bulls. Nel 2006 viene ingaggiato dal Tiligul-Tiras Tiraspol. Nel 2008 firma un contratto con il Tatabánya. Il 3 dicembre 2009 diventa vice allenatore dello Sporting Kansas City, guidato da Peter Vermes. Il 12 dicembre 2011 viene ingaggiato dal Deportivo Pereira. Mantiene l'incarico fino al 19 aprile 2013. Dal 12 agosto 2014 al 17 maggio 2015 allena l'El Nacional. L'8 settembre 2016 firma un contratto con il Delfin. Mantiene l'incarico fino al dicembre 2016. Il 17 marzo 2017 viene nominato commissario tecnico della Nazionale canadese venendo rimpiazzato l'8 gennaio 2018 da John Herdman.

### Dirigente
Il 20 aprile 2013 diventa direttore sportivo del Deportivo Pereira, squadra che ha allenato dal 2011 al 2013. Si dimette dall'incarico nel novembre 2013.

## Palmarès

### Allenatore

#### Competizioni nazionali
- MLS Supporters' Shield: 1

L.A. Galaxy: 1998